# Vintervägssjön, Lappland
Vintervägssjön är en sjö i Vilhelmina kommun i Lappland och ingår i Ångermanälvens huvudavrinningsområde.